# Malgrubenscharte
Die Malgrubenscharte ist ein auf 2401 m ü. A. gelegener alpiner Übergang in den Stubaier Alpen in Tirol.
Der Sattel liegt zwischen der 2620 m hohen Marchreisenspitze im Osten und der 2571 m hohen Malgrubenspitze im Westen. Er gilt als einer der wichtigsten Übergänge von der Schlick ins Lizumer Kar und weiter in die Axamer Lizum. Er wird von einem markierten Wanderweg überquert.